# 알폰사스 페트룰리스

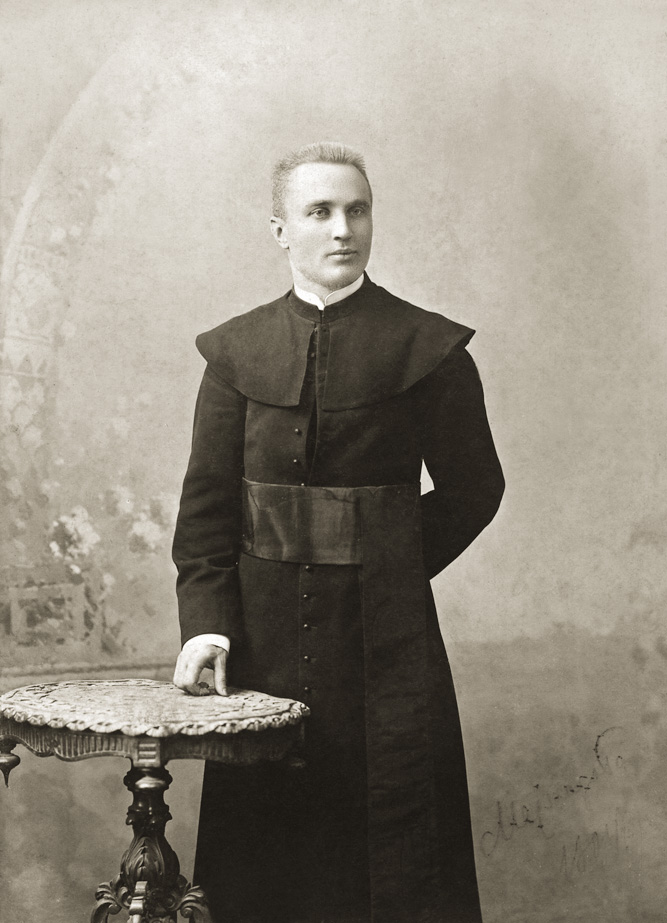
알폰사스 페트룰리스

알폰사스 페트룰리스(리투아니아어: Alfonsas Petrulis, 1873년 8월 4일~1928년 6월 28일)는 리투아니아의 로마 가톨릭 사제, 언론인이다. 리투아니아 독립 선언서에 서명한 20인 중 한 사람이다.